# محمد الطاهر المنصوري
محمد الطاهر المنصوري (19 يوليو 1955،حيدرة - 10 أغسطس 2016، تونس)، مؤرخ، جامعي وأكاديمي تونسي مختص في الحضارة الإسلامية والتاريخ البيزنطي.
يمثٌل المنصوري الجيل الثاني من المؤرخين التونسيين الذين درسوا على أيدي مؤسسي الجامعة التونسيّة الاوائل. ولد في مدينة الروحية في ولاية سليانة التونسية سنة 1955، ودفن بها في يوم الجمعة 12 أغسطس/ آب 2016. وكان قد نشأ وتربى فيها، ثم درس على أيدي الجيل السابق من علماء تونس وأكاديمييها المستنيرين، وانخرط بعد أن أكملَ دراساته في العمل الأكاديمي، ليغدو أستاذاً زائراً ومحاضراً قديراً في أكثر من مؤسسة علميّة وبعض الجامعات العربية، إذ تخصّص في تاريخ القرون الوسطى ومجاله الحضاري، وتعمّق جداً في تخصّصٍ قلّ فيه علماء التاريخ العرب هو «التاريخ البيزنطي»، وكان قد بحث بكفاءةٍ عاليةٍ في مجال العلاقات الحضارية الغربية، وخصوصاً الحقب الرومانية والبيزنطية، وتناول عن قصد تاريخ المسيحية في منطقة شمال أفريقيا، فهو يحلّل تلك العلاقات ويتوّغل في نسيج روابطها، ليستنبط تناقضاتها ويتابع تطوراتها، ويتوقّف عند أدق معلوماتها وتفاصيلها، مما يدل علي معرفته الجادة، ودقته، ومنهجه، وتركيزه من خلال قوة ملاحظاته، فضلاً عن سعة مداركه وإحاطته بمصادر قديمة مضنية عديدة. ولعل الجانب الآخر الذي ميّزه عربياً جهوده في ترجمات كتب مهمّة جداً في التاريخ، اهتمّت بمنطقة المتوّسط، وخصوصاً الكتب المثيرة للانتباه، عن الفرنسية، ما أهلّه ليكون واحداً من أفضل المترجمين العرب في نهايات القرن العشرين.
ويذكر أنّ المنصوري عمل أستاذا في الجامعة التونسية منذ العام 1987، وبرتبة أستاذ منذ 2001، وكان قد تنقّل في التدريس في جامعات مختلفة محاضراً، أو متعاقداً، أو زائراً في السعودية وفرنسا واليونان وقبرص واليابان والمغرب وقطر. وفي الجامعة التونسية، غدا رئيساً لوحدة البحث التي اعتنت بالهجرات والتثاقف في العالم المتوسطي، إذ كان قد اهتم اهتماماً بالغاً بتواريخ العلاقات المتوّسطية، في مجالاتها المتنوّعة والمتباينة السياسية والعسكرية والاقتصادية، فضلاً عن عنايته بالتصورات المتقابلة، والإدراكات المتبادلة، والأحداث الموازية من خلال تجربته الملتصقة بـ منهجية «التاريخ الجديد» الفرنسية المعروفة بـ «مدرسة الحوليات».
ومن أهم أعماله: أطروحته في الفرنسية حول «من الزنار إلى الخمار: قوانين اللباس في تاريخ الإسلام الوسيط»، «العلاقات بين مصر وبيزنطة ما بين القرنين الثالث عشر والخامس عشر»، «الحمامات مدينة متوسطية» (2000)، «قبرص من خلال المصادر العربية» (2001)، «الحياة الدينية في بيزنطة» (2003)، «قاموس المصطلحات البيزنطية» (2003)، «قوانين اللباس في الحضارة العربية» (2007)، «في العلاقات الإسلامية البيزنطية» (2009)، «في علاقة المسلمين بالغرب اللاتيني» (2009). ومما ترجم من كتب من وإلى العربية والفرنسية والإنكليزية، «التاريخ الجديد» (2007)، «التاريخ المفتت من الحوليات إلى التاريخ الجديد» (2009)، «إسكان الغريب في العالم المتوسطي: السكن والتجارة والرحلة في أواخر العصر القديم وفي العصر الوسيط» (2013).
ومن خلال تخصصه في مجال التاريخ الوسيط، تعلّم كيف يتعمّق في أزمنةٍ مهمّةٍ من الحضارة البيزنطية التي امتدّت تداعياتها ومؤثراتها على كامل حوض المتوسط، بما فيها جزره وشواطئه بكلّ أبعادها السياسية والعسكرية والاقتصادية والدينية. واعتنى بالرؤيّة البيزنطية من داخلها إلى الإسلام، وهو يمتد بفتوحاته العربية ذات اليمين وذات الشمال، وقد اهتم بجناح ذات الشمال، حيث يمتدّ البيزنطيون أمام ذات اليمين حيث يمتّد الساسانيون. وفي مداخلاته العديدة التي شهدتها في أكثر من مناسبة. تمّيز المؤرخ المنصوري بشروحاته التفصيليّة ونقده المقارن ورؤيته الجديدة، وكشفه عن معلومات جديدة غاية في الأهميّة في العلاقات الإسلامية البيزنطية، وفي علاقة المسلمين بالغرب اللاتيني. زيادة عن تنظيراته التاريخيّة التي أكدّت دقة تلك المعلومات أولاً، وسعة أفقه ثانياً، فضلا عن دعوته إلى أن يتوقف العرب عن كتابة الإيجابيات التي يرضى عنها الناس، من أجل البدء بكتابة التاريخ الحقيقي، حتىّ يتعلّم منه الناس. ولكي لا يقرأوا التاريخ بكلّ جمالياته المصنوعة، ثم يصدمهم الواقع المهترئ.
أما ترجماته عن الفرنسية، فمنها كتاب محمد ياسين الصيد «إسكان الغريب في العالم المتوسّطي» الذي يحلل فيه قضايا العلاقات المتوسّطية، والتوغل في شؤون المؤسسات التي تعنى بالتجار والرحالة والغرباء في الموانئ وأسواق المدن، ذلك النسيج الاجتماعي الذي أحدث حالاتٍ من التلاقي بين الثقافات عبر تلك الأزمنة. وترجمة أخرى له لكتابٍ، جمع بحوثه وقدّمه المؤرخ الفرنسي، جاك لوغوف، وقد ترجمه المنصوري ترجمة دقيقة، ونشر بعنوان «التاريخ الجديد»، وترجم أيضا كتاب «التاريخ المفتّت» للمؤرخ الفرنسي فرانسوا دوس، وهو عمل يؤرّخ لتطوّر العلوم التأريخية في العصر الحديث ودرس تياراتها الكبرى. وقد أكدّ المنصوري في مقدمتيه للكتابين أنّ ثقافتنا العربية التاريخية بحاجة ماسة إليهما، علما أنه قد أكدّ تأثير المدرسة الفرنسية على العلماء المغاربة أكثر بكثير من تأثيرها على العلماء المشارقة الذين تأثروا بمدارس غربية أخرى. 

## المسيرة
بعد تحصله على شهادة التبريز في التاريخ من جامعة تونس، واصل محمد الطاهر المنصوري تعليمه العالي في الجامعات الفرنسية حيث تحصل على شهادة الدكتوراه في التاريخ الوسيط من جامعة تولوز.
بروفسور التاريخ البيزنطي بجامعة بكلية الآداب والفنون والانسانيات بمنوبة ومن ثمة بمعهد الدراسات العليا بالدوحة. درّس كأستاذ زائر بعدة جامعات عربيّة، أوروبيّة وأميركية وله العديد من الدراسات التاريخية صدرت باللغتين العربية والفرنسية.
عضو في العديد من الجمعيات العلمية ولجان تحرير عدة مجلات اكاديمية، اهتم في ابحاثه الجامعية بدراسة العلاقة العربية البيزنطية خلال العصور الوسطى.

## الجوائز
- 2013: جائزة الشيخ زايد بن سلطان آل نهيان للكتاب (الإمارات العربية المتحدة).
- 2014: جائزة المجمع التونسي للعلوم والآداب والفنون «مؤسسة بيت الحكمة» (تونس).

## مؤلفاته
نشر محمد الطاهر المنصوري العديد من البحوث في كتب جماعية أو في مجلات متخصصة. كما ألف الكتب التالية:
- 1992 : بحوث في العلاقات بين بيزنطة ومصر المماليك ما بين القرنين الثالث عشر والخامس عشر (بالفرنسية)
- 2000 : الحمامات، مدينة متوسطية (بالفرنسية)
- 2001 : قبرص من خلال المصادر العربية (بالفرنسية)
- 2003 : الحياة الدينية في بيزنطة: من الانبعاث إلى القطيعة مع روما (بالعربية)
- 2003 : قاموس المصطلحات البيزنطية (بالفرنسية)
- 2007 : قوانين اللباس في الحضارة العربية (بالفرنسية)
- 2009 : في العلاقات الإسلامية البيزنطية (بالفرنسية)
- 2009 : في علاقة المسلمين بالغرب اللاتيني (بالفرنسية)
- 2011 : القاعات الصامتة أو في واقع الجامعة التونسية (بالفرنسية)
- 2015 : تونس في العصر الوسيط: إفريقية من الإمارة التابعة إلى السلطنة المستقلة (بالعربية)
- 2016 : أطلس تاريخي للعالم المتوسطي: القرن السادس عشر (بالعربية)

كما ترجم العديد من الكتب من وإلى العربية والفرنسية والإنكليزية، منها:
- 2007 : التاريخ الجديد
- 2009 : التاريخ المفتت من الحوليات إلى التاريخ الجديد
- 2013 : إسكان الغريب في العالم المتوسطي؛ السكن والتجارة والرحلة في أواخر العصر القديم وفي العصر الوسيط